# E840
La ruta europea E840 és una carretera que forma part de la Xarxa de carreteres europees. Comença a Sassari (Itàlia) i finalitza a Civitavecchia (Itàlia). Té una longitud de 105 km. Té una orientació d'est a oest.